# آديتيا

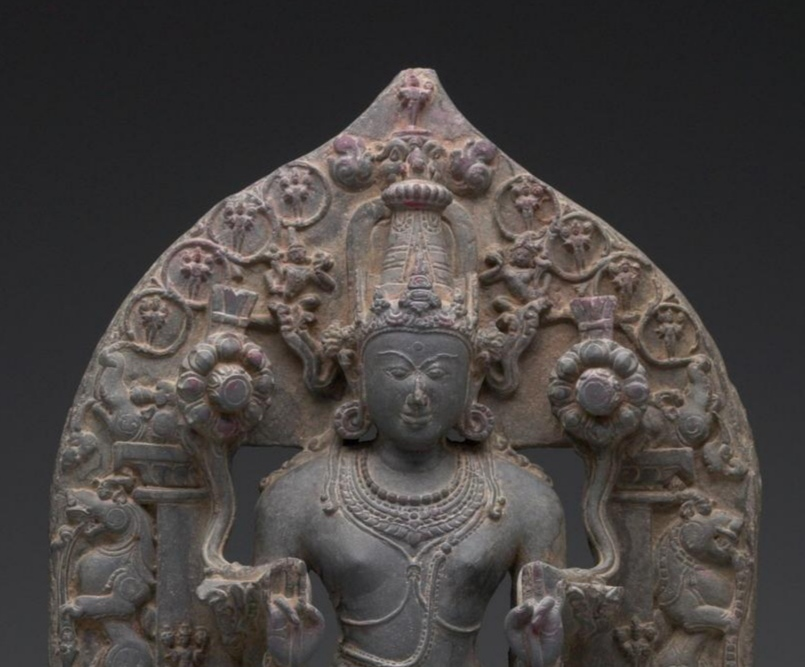
تمثال لسوريا من القرن الحادي عشر مع أحد عشر شخصًا من الآديتيا مرسومًا في الجزء العلوي

آدِيتيا (بالسنسكريتية: आदित्य)‏، (بالإنجليزية: Adityas)‏، هو اسم جامع لآلهة الشمس في الميثولوجيا الهندوسية. وهم أبناء الإلهة أديتي «الواحد الحر، المطلق». وكان عددهم ستة أو ثمانية في عصر الفيدا، ولكنهم ازدادوا بعد ذلك إلى إثني عشر إلهًا. وهم حُرَّاس أشهر السنة، ويمثلون الشمس في دورتها، وأسماؤهم هي أسماء للشمس.
وذكر في المهابهاراتا والبورانا أنَّ الحكيم كاشيابا هو والدهم. وهم يحمون من الأمراض المُختلفة، وينتمون إلى الديڤات (وهو مُصطلح عام يُطلق على الكائنات المُقدَّسة). وهم كُلٌّ من: أمشا [الإنجليزية]، أريمان [الإنجليزية]، بهاغا [الإنجليزية]، دهاتري [الإنجليزية]، داكشا، إندرا، ميترا، راڤي، سافيتري [الإنجليزية]، سوريا، فارونا، وياما.

## اشتقاق الاسم
يرى عبد الواحد يحيى أنَّ الاسم أديتيا أو آديتيا أنه مشتق من كلمة «أديتي» وتعني «الذي لا ينقسم». وإنَّ أسماءهم هي أسماء لتجليات جوهر واحد لا يتجزَّأ؛ وإنَّ هذه الشموس الإثنا عشر سوف تظهر معًا في آنٍ واحد في نهاية الدورة الحالية، مندرجة حينئذٍ في الوحدة الجوهرية الذاتية الأصلية الأولى لطبيعتهم. ويرى أنهم الأرباب العظام عند الإغريق، أي آلهة الأولمب، ومثلهم عند باقي الملل والنحل عبر التاريخ.